# Борисов, Юрий Аркадьевич
Юрий Аркадьевич Борисов (4 ноября 1944 — 17 июля 1990) — русский автор-исполнитель, поэт, композитор.

## Биография
Родился 4 ноября 1944 года в городе Уссурийске, однако вскоре переехал в Ленинград, где и прожил большую часть жизни. Учился в ремесленном училище, где познакомился с Валерием Агафоновым, ставшим его близким другом и исполнителем его песен. Училище Борисов не окончил, получив срок за мелкое хулиганство. Впоследствии не раз попадал за решётку, в том числе за бродяжничество и тунеядство. Сменил множество мест работы, в том числе давал уроки игры на классической гитаре (в юности был учеником виртуоза А. Ковалёва и учителем В. Агафонова). Кроме того, умея работать по дереву, сам занимался изготовлением гитар, а уже в 1980-е окончил ПТУ по специальности столяра-мебельщика.
Умер в 1990 году от «лагерного» туберкулёза. Похоронен на Серафимовском кладбище.

## Творчество
Писал стихи и песни, в основном, «белогвардейской» тематики, однако в советское время не печатался и практически не выступал публично.
Некоторые песни можно услышать в фильмах:
- Песня «Последняя осень» звучит в фильме «Таинственный монах» (1968) в исполнении А. Белявского
- Песня «Закатилася зорька за лес…» написана для фильма «Личной безопасности не гарантирую…» (1980), в фильме песню исполнил В. Агафонов.

В 1989 году вышла пластинка В. Агафонова «Белая песня», в которую вошло несколько песен Борисова, а также песня Агафонова на стихи Юрия.
По словам Джеральда Вуда, «живя в эпоху безвременья и почти всеобщей общественной покорности, Борисов ностальгически тянулся ко времени, когда мечты сбывались. <…> Трагизм своей жизни и времени он соотносил с трагедией тех, кто первыми вступил в борьбу с насилием и ложью, охватившими его родину, мысленно присоединяясь к борьбе белого движения с красным террором — и это, пожалуй, главный пафос его жизни и творчества. Когда он писал свои лучшие романсы „Закатилася зорька“ и „Все теперь против нас“, мне кажется, он мысленно примерял мундир поручика добровольческой армии».